# Neustadt (Weinstraße) Hauptbahnhof
Neustadt (Weinstraße) Hauptbahnhof vasútállomás Németországban, Neustadtben. A német vasútállomás-kategóriák közül a második csoportba tartozik.

## Vasútvonalak
Az állomást az alábbi vasútvonalak érintik:
- Mannheim–Saarbrücken-vasútvonal

## Forgalom

### Regionális
| Járat | Útvonal | Név                        | Vonalszám | Szolgáltató    | Ütem          |
| ----- | --- | -------------------------- | --------- | -------------- | ------------- |
| RE 1  | Koblenz – Trier – Saarbrücken – Kaiserslautern – Neustadt – Mannheim                                                              | SÜWEX                      | 670       | DB Regio Mitte | 60 percenként |
| RE 6  | (Kaiserslautern –) Neustadt – Landau – Winden – Wörth - Karlsruhe                                                                 | Pfälzische Maximiliansbahn | 676       | DB Regio Mitte | 60 percenként |
| RB 45 | Neustadt – Bad Dürkheim – Freinsheim – Grünstadt (– Monsheim)                                                                     | Pfälzische Nordbahn        | 667       | DB Regio Mitte | 30 percenként |
| RB 49 | Ludwigshafen BASF – Ludwigshafen – Neustadt – Kaiserslautern / Germersheim (– Wörth)                                              | BASF-Werkzüge              | 670 677   | DB Regio Mitte | Csúcsidőben   |
| RB 51 | Neustadt – Landau – Winden – Wörth – Karlsruhe                                                                                    | Pfälzische Maximiliansbahn | 676       | DB Regio Mitte | 60 percenként |
| RB 53 | Neustadt – Landau – Winden – Wissembourg                                                                                          | Pfälzische Maximiliansbahn | 679       | DB Regio Mitte | 60 percenként |
| S 1   | Homburg – Kaiserslautern – Neustadt – Ludwigshafen – Mannheim – Heidelberg – Eberbach – Mosbach-Neckarelz – Mosbach – Osterburken | S-Bahn RheinNeckar         | 665.1-2   | DB Regio Mitte | 60 percenként |
| S 2   | Kaiserslautern – Neustadt – Ludwigshafen – Mannheim – Heidelberg – Eberbach – Mosbach-Neckarelz – Mosbach                         | S-Bahn RheinNeckar         | 665.1-2   | DB Regio Mitte | 60 percenként |

### Távolsági
| Járat    | Útvonal | Ütem         |
| -------- | --- | ------------ |
| ICE 15   | Berlin – Halle (Saale) – Erfurt – Frankfurt – Darmstadt – Mannheim – Neustadt – Kaiserslautern – Saarbrücken                       | egy vonatpár |
| IC/EC 62 | Saarbrücken – Homburg – Kaiserslautern – Neustadt– Mannheim – Stuttgart (– Ulm – Augsburg – München – Rosenheim – Salzburg – Graz) | két vonatpár |

## Kapcsolódó állomások
A vasútállomáshoz az alábbi állomások vannak a legközelebb:
- Lambrecht (Pfalz) station
- Neustadt (Weinstr)-Böbig station
- Neustadt Süd railway station